# Christiane Paul

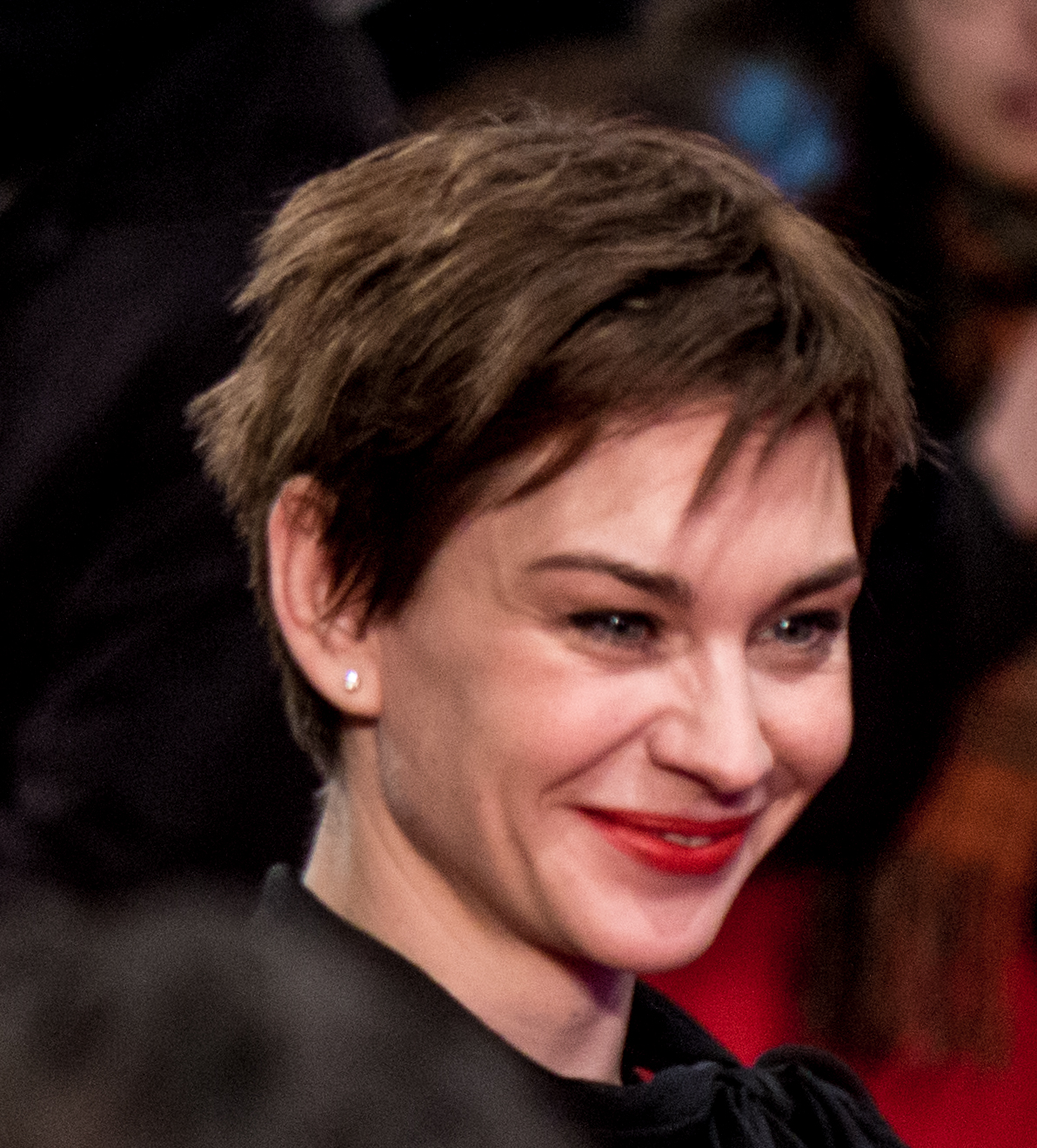
Christiane Paul la Festivalul Internaţional de Film de la Berlin din 2015.

Christiane Paul (n. 8 martie 1974, Berlin-Pankow) este o actriță germană.

## Date biografice
Christiane Paul provine dintr-o familie de medici, tatăl ei a fost chirurg și ortoped, iar mama medic anestezist. Între anii 1980 - 1990 ea a urmat la școala politehnică Ernst Busch în cartierul berlinez Pankow. După promovarea bacalaureatului în 1992 a studiat medicina la univeritatea Humboldt din Berlin și obține diploma de medic în anul 2002. Renunță în 2004 la cariera de medic și se ocupă de creșterea feței ei și de dramaturgie. A lucrat mai înainte ca fotomodel la revista Bravo, la 17 ani a obținut rolul principal în filmul Deutschfieber. 
În 1998 este distinsă cu premiul Goldene Kamera. În august 2006 se căsătorește cu chirurgul Wolfgang Schwenk (n. 1963) pe care-l cunoaște cât timp a fost medic practicant la spitalul Charité din Berlin. La căsătorie ea avea deja din 2002 o fiică pe care o are dintr-o legătură anterioară. Cu soțul are în 2007 un fiu. În prezent locuiește cu familia sa în Hamburg. Christiane Paul este angajată în acțiunea caritativă de a ajuta celor săraci, bolnavilor de SIDA, sau în acțiuni de protecție a mediului.

## Filmografie (selectată)
- 1992: Deutschfieber, Regie: Niklaus Schilling
- 1993: Ich und Christine, Regie: Peter Stripp
- 1995: Alles außer Mord, Episodul Das Kuckucksei, Regie: Ulrich Stark (TV)
- 1995: Nur der Sieg zählt, Regie: Uwe Janson (TV)
- 1995: Ex, Regie: Mark Schlichter
- 1995: Unter der Milchstraße, Regie: Matthias X. Oberg
- 1996: Workaholic, Regie: Sharon von Wietersheim
- 1996: Zwei Leben hat die Liebe, Regie: Peter Timm (TV)
- 1997: Knockin’ on Heaven’s Door, Regie: Thomas Jahn
- 1997: Das Leben ist eine Baustelle, Regie: Wolfgang Becker
- 1997: Dumm gelaufen, Regie: Peter Timm
- 1997: Der Schutzengel, Regie: Peter Timm (TV)
- 1998: Der Pirat, Regie: Bernd Schadewald (TV)
- 1998: Zucker für die Bestie, Regie: Markus Fischer (TV)
- 1998: Mammamia, Regie: Sandra Nettelbeck (TV)
- 1999: Götterdämmerung – Morgen stirbt Berlin, Regie: Joe Coppoletta (TV)
- 1999: Die Häupter meiner Lieben, Regie: Hans-Günther Bücking
- 2000: Marlene, Regie: Joseph Vilsmaier
- 2000: Freunde, Regie: Martin Eigler
- 2000: Im Juli, Regie: Fatih Akın
- 2002: Himmelreich auf Erden, Regie: Torsten C. Fischer (TV)
- 2002: Väter, Regie: Dani Levy
- 2003: Echte Männer?, Regie: Christian Zübert (TV)
- 2004: Außer Kontrolle, Regie: Christian Görlitz (TV)
- 2005: Küss mich, Hexe!, Regie: Diethard Küster (TV)
- 2005: Im Schwitzkasten, Regie: Eoin Moore
- 2005: Die Nacht der großen Flut, Regie: Raymund Ley (TV)
- 2005: Gefühlte Temperatur, Regie: Katharina Schöde (Kurzfilm)
- 2006: Reine Formsache, Regie: Ralf Huettner
- 2006: Die Tote vom Deich, Regie: Matti Geschonneck (TV)
- 2007: Neues vom WiXXer, Regie: Cyrill Boss, Philipp Stennert
- 2007: Ein verlockendes Angebot, Regie: Tim Trageser (TV)
- 2007: Vorne ist verdammt weit weg, Regie: Thomas Heinemann
- 2008: Die Welle, Regie: Dennis Gansel
- 2008: Lippels Traum (Filmfassung), Regie: Lars Büchel
- 2008: Copacabana, Regie: Xaver Schwarzenberger
- 2009: Ob ihr wollt oder nicht, Regie: Ben Verbong
- 2010: Jerry Cotton, Regie: Cyrill Boss, Philipp Stennert
- 2010: Der Doc und die Hexe, Regie: Vivian Naefe (TV)
- 2010: Der grosse Kater, Regie: Wolfgang Panzer
- 2010: Der Verdacht, Regie: Matti Geschonneck (TV)
- 2011: Hindenburg (TV)